# Cal Farré (Torregrossa)
Cal Farré és una obra de Torregrossa (Pla d'Urgell) inclosa a l'Inventari del Patrimoni Arquitectònic de Catalunya.

## Descripció
Edifici de quatre plantes d'alçada, modificat i ampliat a la mateixa època. Façana arrebossada, amb elements ornamentals de ceràmica de València decorada.
El balcó principal té una forja molt interessant. A la llinda de la porta hi ha la data de 1774.

## Història
Situada al costat de l'antic castell de Torregrossa, propietat de la família Montsuar.
Les rajoles representen Sant Josep i Sant Jordi.